# Psapharochrus maculatissimus
Psapharochrus maculatissimus is een keversoort uit de familie van de boktorren (Cerambycidae). De wetenschappelijke naam van de soort werd voor het eerst geldig gepubliceerd in 1861 door Henry Walter Bates.